# 李鶚 (嘉靖進士)
李鶚（1522年—？），字凌秋，號雲峰，直隸真定府靈壽縣人，民籍，明朝政治人物。

## 生平
嘉靖三十一年（1552年）壬子科順天鄉試第九十四名舉人，四十一年（1562年）中式壬戌科會試第四十四名，三甲第五十二名進士。授山西阳曲县知县，隆慶年間任山西右參議，調山東右參議、分巡遼海東寧，萬曆元年（1573年）三月升山東副使、分巡遼海東寧。

## 家族
曾祖李元；祖父李敬；父李珣。嫡母陳氏；生母聶氏。慈侍下。兄李鶴，弟李鳳、李鳴。